# Winchester Модель 21
Winchester Модель 21 є розкішною двоствольною рушницею. Випуск рушниці було розпочато в 1931 році і тривав до 1959 року, було випущено приблизно 30000 одиниць. Компанія Winchester Repeating Arms Company припинила основне виробництво рушниці в 1960 році, а Модель 21 можна було придбати через Winchester Custom Shop до 1991 року коли рушницю припинили випускати взагалі. Виробництво нового Winchester Модель 21 було продовжено за ліцензією Connecticut Shotgun Manufacturing Company.
Затвор Winchester Моделі 21 є типовим переламним або шарнірним казнозарядним. Як і у будь-яких високоякісних двоствольних рушницях, виробництво займає багато часу через трудомісткість поєднання стволів для покращення кучності вильоту дробу.  Модель 21 була спробою компанії Winchester створити якісну рушницю з горизонтальним розташуванням стволів, яка була здатна конкурувати з високоякісними рушницями інших виробників, наприклад, Parker and Fox. Фінансові проблеми не давали розробляти рушницю до того часу поки в 1931 році компанія Western Cartridge Company придбала компанію Winchester Repeating Arms. Модель 21 має багато прихильників серед колекціонерів, оскільки її вважають, як майже зробленою на замовлення рушницею.

## Виробництво 1931–1959
Модель 21 в той час випускали під набої 12, 16 та 20 калібру. Рушницю під набій .410 калібру можна було лише придбати під замовлення, а інколи можна зустріти дуже рідкісну (відомо про 8 екземплярів) рушницю 28 калібру. Довжина стволів становила від 26 до 32 дюймів. На нижній частині пластин спускового гачка зазвичай наносили клеймо з назвою категорії.
-Standard-  В цю категорію входять рушниці з матовими стволами або з вентильованою планкою, з відбірними горіховими ложами без або з пістолетними руків'ями.
-Tournament-  Випускалися в період 1933–1944 роки. Ідентична до стандартно окрім маркування на пластині спускового гачка "TOURNAMENT."
-Tournament Skeet- Випускалися в період 1933–1936 роки. Штамп на пластині "TOURNAMENT SKEET."
-Trap-  Турнірна рушниця високої категорії з високоякісної деревини, а ложа зроблена під параметри замовника. Маркування на пластині "TRAP."
-Skeet-  Загалом ідентична категорії Trap, але під набій 28 калібру (відомо про 8 екземплярів). Маркування на пластині "SKEET."
-Duck/Magnum-  Ця категорії пропонували з функціями категорії Standard. Варіант Duck випускали в період з 1940–1952 роки, рушниця стріляла лише набоями 12 калібру з довжиною гільзи 3 дюйми, на пластині маркування "DUCK".  Версію Magnum випускали в період з 1953–1959 під набої 12 та 20 калібрів з довжиною патронника 3 дюйми. Версія Magnum маркувань на пластині не мала.
-Custom/Deluxe-  Ця категорія мала ложу підігнану під замовника. На верхній планці було нанесено маркування "CUSTOM BUILT", а на пластину маркування "DELUXE."

## Вироби Custom Shop 1960–1991
Модель 21 пропонували під набої 12, 16, 20, 28 калібрів та .410 калібру, а також з рідкісним 16 калібром. Стволи мали довжину від 26 до 32 дюймів. Деякі моделі мали гравірування в 6 різних варіантах, при чому чим вищий номер тим складніше гравірування.
- Custom Grade- Категорія має матову центральну планку, можливість вбирати горіхове ложе з або без пістолетного руків'я, а також з картатою цівкою.
- Pigeon Grade- Рушниця ідентична попередній, але має матову або вентильовану центральну планку, високоякісну ложу зі шкіряною протвідкатною накладкою, матчевою цівкою та гравірованим золотом пістолетним руків'ям. На ствольній коробці було нанесено гравірування з цифрою 6. Цю категорію припинила випускати в 1982 році.
- Grand American- Ідентична категорії Pigeon, окрім того, що ствольна коробка мала гравірування цифри 6 з золотими вставками. Цю категорію продавали з додатковим набором стволів та цівкою у власному шкіряному чохлі.
- Grand American Small Gauge- Цю категорію запропонували в 1982 році, а поставляли з наборами стволів 28 калібру та .410 калібру, з матчевою цівкою.